# Port lotniczy Florencja-Peretola
Port lotniczy Florencja-Peretola (nazwa handlowa Aeroporto Amerigo Vespucci) – międzynarodowy port lotniczy, obsługujący loty krajowe i międzynarodowe, zlokalizowany 5,5 km na północny zachód od centrum Florencji. Drugi pod względem wielkości port lotniczy w Toskanii (po PL Piza) i osiemnasty pod względem liczby pasażerów we Włoszech (w roku 2018 obsłużył 2 719 081 podróżnych). Jego zarządcą jest spółka Toscana Aeroporti S.p.A. Patron lotniska to Amerigo Vespucci.

## Linie lotnicze i połączenia
| Linia Lotnicza                | Kierunek |
| ----------------------------- | --- |
| Aegean Airlines               | 1. Ateny |
| Air Dolomiti                  | 1. Frankfurt 2. Monachium |
| Air France                    | 1. Paryż-Charles de Gaulle |
| Albawings                     | 1. Tirana |
| Austrian Airlines             | 1. Wiedeń |
| Binter Canarias               | 1. Gran Canaria |
| British Airways               | 1. Londyn-City Sezonowo: 1. Edynburg 2. Londyn-Heathrow 3. Londyn-Stansted (powrót od 18 maja 2024)                                                               |
| Brussels Airlines             | Sezonowo: 1. Bruksela |
| Eurowings                     | Sezonowo: 1. Düsseldorf (od 30 kwietnia 2024) |
| Iberia                        | 1. Madryt |
| ITA Airways                   | 1. Rzym-Fiumicino |
| KLM                           | 1. Amsterdam |
| Luxair                        | Sezonowo: 1. Luksemburg |
| Scandinavian Airlines System  | Sezonowo: 1. Kopenhaga 2. Oslo-Gardermoen 3. Sztokholm-Arlanda |
| Swiss International Air Lines | 1. Zurych Sezonowo: 1. Genewa |
| TAP Portugal                  | 1. Lizbona |
| Volotea                       | 1. Bari 2. Bordeaux 3. Cagliari 4. Katania 5. Hamburg 6. Nantes 7. Palermo 8. Praga (od 22 marca 2024) Sezonowo: 1. Bilbao 2. Lyon 3. Marsylia 4. Olbia 5. Tuluza |
| Vueling Airlines              | 1. Amsterdam 2. Barcelona 3. Katania 4. Londyn-Gatwick 5. Madryt 6. Palermo 7. Paryż-Orly Sezonowo: 1. Bilbao 2. Olbia                                            |
| Widerøe                       | Sezonowo: 1. Bergen 2. Oslo-Torp |